# Freddy De Kerpel
Freddy De Kerpel (Wetteren, 18 juni 1948) is een voormalig Belgisch bokskampioen.

## Bokscarrière
Freddy De Kerpel werd in 1969 Belgisch kampioen zwaargewicht bij de amateurs tegen de Luikenaar Claude Louis. Hij verdedigde de titel eenmaal en gaf hem daarna vacant om terug te keren naar de halfzwaargewichten.
Hij begon zijn profcarrière in 1970 in Los Angeles met een overwinning tegen Ruben Sepulveda. Hij was toen ook sparringpartner van Jerry Quarry en Mike Quarry.
Door zijn legerdienst bokste hij zijn tweede wedstrijd 3 jaar later in 1973 tegen toenmalig Belgisch kampioen Gilbert Monteyne en won. Hij versloeg Monteyne een tweede maal in zijn vierde wedstrijd.
De Kerpel vocht 30 gevechten als professional. Daarvan won hij er 25, waarvan 9 met een knock-out. Hij verloor 4 wedstrijden en bokste 1 draw tegen Jean-Pierre Coopman. In 1974 werd hij Belgisch kampioen halfzwaargewichten tegen Jean Tschikuna. In 1975 was hij uitdager van Domenico Adinolfi voor de Europese titel (EBU) halfzwaargewichten. In datzelfde jaar behield hij zijn Belgische titel tegen Christian Mossoux. Hij verloor zijn Belgische titel nooit.
In 1977 won hij de halve finale voor de Europese titel (EBU) tegen de Franse kampioen Robert Amory. Dit tweede EBU gevecht ging door een latere kwetsuur van De Kerpel niet door.
Zijn voornaamste overwinningen zijn tegen Jan Lubbers (kampioen van Nederland), Johnny Frankham (kampioen van Groot-Brittannië), Leo Kakolewicz (kampioen van Duitsland) en Jean-Claude Capitolin (kampioen van Frankrijk).
In de jaren 80 was De Kerpel manager van Jean-Marc Renard.

## Mediafiguur
De Kerpel had een gastrol in Camping Cosmos (1996), een film van Jan Bucquoy.
De Kerpel bokste na zijn carrière nog tegen Jan Hoet in een kunstperformance en in 1999 tegen Jean-Pierre Coopman.
In 2006 had hij een cameo in F.C. De Kampioenen.
In navolging van Johan Museeuw, werd hij in 2007 een running gag in de ludieke lezersrubriek Uitlaat in het Vlaamse blad Humo. Week na week stroomden grappen binnen, alluderend op Freddy's geroemde fysiek, kracht en présence. De inspiratie werd hiervoor gevonden bij de zogenaamde "Chuck Norris facts". Bijvoorbeeld: "Freddy de Kerpel eet geen honing, Freddy de Kerpel kauwt bijen."
Bij zijn deelname aan de quiz De Slimste Mens ter Wereld op 12 november 2007 slaagde hij erin om te winnen van journalist Walter Zinzen in de eindronde. Bij zijn tweede deelname op 13 november speelde hij professor Eva Brems naar huis. In zijn derde deelname op 14 november haalde hij het van Terzake-boegbeeld Kathleen Cools.
Tijdens een deelname aan het VTM-programma Fear Factor brak hij een tand toen hij tijdens een stunt een varkensoor moest opeten. Hij dacht zelf eerst dat het been was van het varkensoor.
In 2009 nam hij deel aan de eerste aflevering van Hole in the Wall.
In 2011 nam hij deel aan Expeditie Robinson, waarbij hij eindigde als 14e.
In 2021 was hij vijf weken lang de ontsmetter in De Container Cup.
Hij is de auteur van het boek Fit en gezond met Freddy De Kerpel en zijn biografie Leven om te winnen.